# Symplecta campbellicola
Symplecta campbellicola là một loài ruồi trong họ Limoniidae. Chúng phân bố ở miền Australasia.